# 圣欧班德卡德莱什
圣欧班德卡德莱什（法語：Saint-Aubin-de-Cadelech，法語發音：[sɛ̃.t‿obɛ̃ də kadlɛʃ]）是法国多尔多涅省的一个市镇，位于该省西南部，属于贝尔热拉克区。

## 地理
圣欧班德卡德莱什（44°41'35"N, 0°28'53"E）面积13.66 平方千米，位于法国新阿基坦大区多爾多涅省，该省份为法国西南部内陆省份，大致对应佩里戈尔地区，北起顺时针与夏朗德省、滨海夏朗德省、吉倫特省、洛特-加龙省、洛特省、科雷兹省和上维埃纳省接壤。
与圣欧班德卡德莱什接壤的市镇（或旧市镇、城区）包括：圣卡普赖斯代梅、拉朗迪斯、洛赞、普莱桑斯、塞尔和蒙吉亚尔、拉扎克代梅。

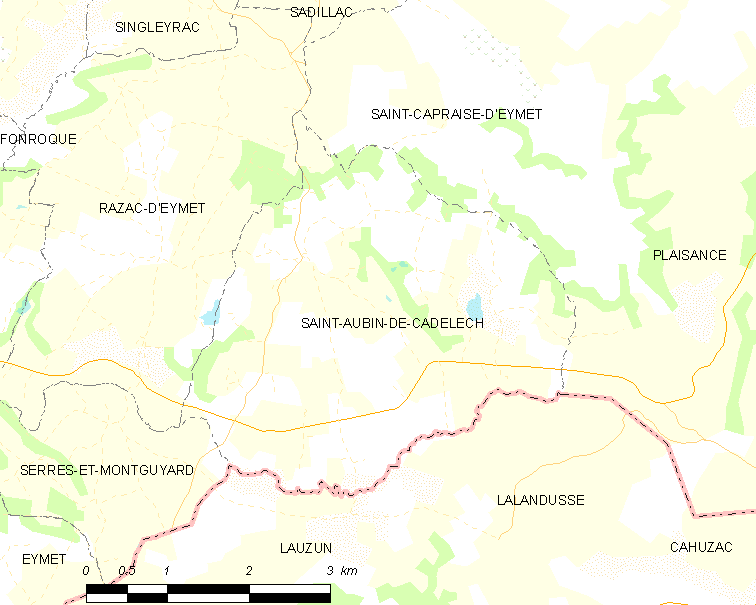
圣欧班德卡德莱什的OSM定位图

圣欧班德卡德莱什的时区为UTC+01:00、UTC+02:00（夏令时）。

## 行政
圣欧班德卡德莱什的邮政编码为24500，INSEE市镇编码为24373。

## 政治
圣欧班德卡德莱什所属的省级选区为南贝尔热拉库瓦县。

## 人口

1962-2008年间圣欧班德卡德莱什人口变化图示

圣欧班德卡德莱什于2022年1月1日时的人口数量为347人。